# 대한스포츠항공협회
사단법인 대한스포츠항공협회는 대한민국의 초경량항공기(UltraLight Aircraft), 경량항공기(Light Sport Aircraft)와 관련된 업무를 관장하고 있는 대한민국의  법인 민간 단체이다. 1989년 8월 1일 한국초경량항공기협회로 창립되었다.

## 주요 사업
1. 국내외 항공스포츠 행사 개최
2. 국제항공스포츠 단체와의 교류
3. 항공스포츠의 선수 및 지도자 양성
4. 스포츠항공기의 관련 자격증 발급 및 시험관리
5. 항공스포츠 발전을 위한 학술연구
6. 항공스포츠 동호인 확대를 위한 시범, 전시, 홍보, 교육
7. 항공스포츠 관련 도서, 회지 발간, 통신망 운영
8. 스포츠항공기의 정비관리, 기술검사 및 안전관리사업
9. 항공스포츠 관련 희생자 대한 추모 및 기념사업